# 艾力克斯·雷漢納維魯
艾力克斯·雷漢納維魯（法語：Alex Ranarivelo）是一名法國男導演、編劇、製片人和剪輯師，主要在美國電影圈工作，以拍攝運動片而聞名。

## 早期生活
艾力克斯·雷漢納維魯出生於圣让当热利的马尔加什家庭。他的曾祖父是马尔加什人，於1910年與他的白人曾祖母結婚。他的家族歷史後來啟發他導演了幾部關於種族的電影，如《終極越野之戰》（Dirt，2018年）和《驰骋》（Ride，2018年）。雷漢納維魯6歲時移居美國，在紐約市和洛杉磯長大。他在加利福尼亚州帕萨迪纳的藝術中心設計學院學習電影製作。

## 作品列表
| 年份 | 標題                 | 職位 | 職位 | 職位 | 附註        |
| 年份 | 標題                 | 導演 | 剪輯 | 編劇 | 附註        |
| ---- | -------------------- | ---- | ---- | ---- | ----------- |
| 2002 | 《最後一賽》（The Last Race）     | 是   | 是   | 是   | 短片        |
| 2005 | 《嗎啡》（Morphin(e)）         | 是   | 是   | 是   | 短片        |
| 2005 | 《中央警告》（Central Booking）     | 是   | 否   | 否   | 電視電影    |
| 2006 | 《艾利森》（Allison）       | 是   | 否   | 否   | 短片        |
| 2007 | 《真心話大冒險》（Truth or Dare） | 否   | 是   | 否   | 短片        |
| 2007 | 《名為墨菲之人》（A Guy Named Murphy） | 是   | 是   | 是   | 短片        |
| 2008 | 《只是婦科》（Just One of the Gynos）     | 是   | 是   | 否   | 短片        |
| 2009 | 《约会白痴》（Knuckle Draggers）     | 是   | 是   | 是   |             |
| 2011 | 《為賽車而生》       | 是   | 否   | 是   |             |
| 2012 | 《終極裝甲車》（Ultimate Armored Car: The Presidential Beast）   | 否   | 是   | 否   | 電視紀錄片  |
| 2012 | 《上演》（Staged）         | 是   | 是   | 否   | 電視劇；1集 |
| 2014 | 《为赛车而生2》（Born to Race: Fast Track）  | 是   | 否   | 是   | DVD首映     |
| 2016 | 《美國奇才摔跤手》   | 是   | 否   | 否   |             |
| 2016 | 《爱狗人士》（The Dog Lover）     | 是   | 否   | 否   |             |
| 2017 | 《脫韁之馬》         | 是   | 否   | 否   |             |
| 2017 | 《祈雨》（Pray for Rain）         | 是   | 否   | 否   |             |
| 2017 | 《終極越野之戰》（Dirt） | 是   | 否   | 是   |             |
| 2018 | 《驰骋》             | 是   | 否   | 是   |             |
| 2019 | 《越野飛馳》         | 是   | 否   | 是   |             |
| 2021 | 《終極王者》         | 是   | 否   | 是   |             |
| 2022 | 《戀愛好滋味》（That's Amor）   | 否   | 是   | 否   |             |
| 2022 | 《谁偷了圣诞铃》（A Christmas Mystery） | 是   | 否   | 否   |             |
| 2022 | 《好莱坞圣诞》（A Hollywood Christmas）   | 是   | 否   | 否   | 電視電影    |
| 2022 | 《聖誕鐵粉》（I Believe in Santa）     | 是   | 否   | 否   |             |

## 外部連結
- 艾力克斯·雷漢納維魯在互联网电影资料库（IMDb）上的資料（英文）